# Кузовлевы
Кузовлевы — два русских дворянских рода.
Оба этих рода восходят к началу XVII века. Дворянские роды Кузовлёвых были внесены в VI часть родословной книги Тульской и Тамбовской губерний Российской империи.

## Описание герба
Щит разделён на 4 части, у коих в 1-й части, в голубом поле, положены крестообразно 2 серебряные шпаги, остриями вверх (изм. польский герб Пелец). Во 2-й части, в золотом поле, находится чёрное орлиное крыло. В 3-й и 4-й частях, в серебряном и красном полях, изображена крепость переменяющая цвет на серебряный в красном, а на красном в серебро.
Щит увенчан шлемом с дворянской на нём короной с тремя страусовыми перьями. Намёт на щите голубой и красный, подложен серебром и золотом. Щитодержатели: 2 льва. Герб рода Кузовлевых внесён в Часть 10 Общего гербовника дворянских родов Всероссийской империи, стр. 104.

## Известные представители
- Кузовлев Алферий — дьяк (1640), воевода в Нижнем Новгороде (1638—1641) (два раза).
- Кузовлев Иван Агеевич — московский дворянин (1658—1677).
- Кузовлев Михаил — дьяк (1658—1668), воевода в Киеве (1666 и 1668)[1][2].